# Notsé
Notsé, más néven Notsie vagy Nuatja egy város Togo Plateaux régiójában.

## Történet
A várost 1600 körül alapították az ewék, miután ide vándoroltak korábbi lakóhelyükről.

## Fordítás
- Ez a szócikk részben vagy egészben  a   Notsé című angol Wikipédia-szócikk fordításán alapul.  Az eredeti cikk szerkesztőit annak laptörténete sorolja fel. Ez a jelzés csupán a megfogalmazás eredetét és a szerzői jogokat jelzi, nem szolgál a cikkben szereplő információk forrásmegjelöléseként.